# Routledge
|  | No s'ha de confondre amb Rutledge. |

Routledge (AFI [ˈraʊtlɛdʒ]) és una empresa editorial britànica que ha operat al llarg de la seva història sota una llarga successió de noms empresarials i que últimament actua fonamentalment en el camp de l'edició acadèmica. Els seus orígens es poden rastrejar fins al llibreter londinenc del segle xix George Routledge. El cèlebre editor anglès Fredric Warburg va ser editor comissionat per Routledge a principis del segle xx.

## Història
Com a nom en el món editorial els orígens de Routledge es remunten a la ciutat de Camden el 1836, quan George Routledge (1812 - 1888) va imprimir al costat de WH Warne el seu primer llibre, The Beauties of Gilsand, una guia que va ser tot un èxit. El 1848 la parella va entrar al mercat en auge de venda d'impressions barates d'obres de ficció per als viatgers del tren, a l'estil de la família alemanya Tauchnitz família, de tal manera que acabaren sent coneguts com la "Biblioteca dels trens".
L'aventura va ser un èxit que es va deure principalment a la histèria col·lectiva en la dècada de 1840 a causa de la Railway Mania i que finalment va portar a Routledge, junt amb el germà de W H Warne, Frederick Warne, a fundar la companyia George Routledge & Co. el 1851.A l'any següent, el 1852, la companyia va aconseguir un lucratiu negoci amb la venda de reimpressions pirates de La cabana de l'oncle Tom, el que va permetre que fos capaç de pagar a l'autor Edward Bulwer-Lytton 20.000 lliures per 10 anys de cessió dels drets exclusius per imprimir 35 de les seves obres, incloent 19 de les seves novel·les per a ser venuts a baix cost com a part de la seva sèrie "Railway Library".
La companyia va ser redissenyada en 1858 com a Routledge, Warne & Routledge quan el fill de George Routledge, Robert Warne Routledge, va entrar com a soci. Frederick Warne, finalment, va deixar la companyia després de la mort del seu germà W. H. Warne el mes maig de 1859 (va morir als 37 anys). En guanyar els drets d'alguns títols, va fundar Frederick Warne & Co el 1865, que esdevindria coneguda pels seus llibres de Beatrix Potter.El juliol del 1865, el seu fill Edmund Routledge es va convertir en soci, i l'empresa es va convertir en George Routledge & Sons.
El 1902 la companyia estava a punt de fer fallida. Arran d'una reestructuració reeixida, però, va ser capaç de recuperar-se i va començar a adquirir i fusionar-se amb altres editorials, incloent J. C. Nimmo Ltd el 1903. El 1912 la companyia es va fusionar amb Kegan Paul, Trench, Trübner & Co., el descendent d'empreses fundades per Charles Kegan Paul, Alexander Chenevix Trench, Nicholas Trübner, i George Redway.
Aquestes adquisicions de principis del segle xx va portar amb elles una llista de títols acadèmics notables, i des de 1912 en endavant, sota el nou nom Routledge & Kegan Paul, la companyia es va concentrar cada vegada més en el negoci editorial acadèmic i científic. Aviat va ser especialment coneguda pels seus títols en les ciències socials.
El 1985, Routledge & Kegan Paul es van unir amb Associated Book Publishers (ABP),que fou posteriorment adquirida per International Thomson el 1987. Sota propietat de Thomson, es van retenir el nom i les operacions de Routledge, i, el 1996, una management buyout finançada per l'empresa europea de capital d'inversió Cinven va preveure Routledge operant com una companyia independent un cop més. Només dos any més tard, Cinven i els directius de Routledge van acceptar un acord per a l'adquisició de Routledge per part de Taylor & Francis Group (T&F), i el nom Routledge es mantindria com una impremta i subdivisió.
El 2004, T&F es va convertir en una divisió dins d'Informa després d'una fusió. Routledge continua com una unitat de publicació primària i impremta dins de la divisió 'publicació acadèmica' d'Informa, i publica llibres acadèmics d'humanitats i revistes de ciències socials, revistes, obres de referència i productes digitals. Routledge ha crescut considerablement com a resultat del seu creixement orgànic i per adquisicions d'altres empreses editorials i títols d'altres editorials per part de la seva matriu.Als títols d'humanitats i ciències socials adquirits per T&F d'altres editorials se'ls canvia la marca sota el segell editorial de Routledge.

## Enciclopèdies
Taylor & Francis va tancar la divisió enciclopèdica de Routledge en 2006. Algunes de les seves publicacions foren:
- l'Encyclopedia of Paleontology (1987), de Ronald Singer;
- l' Routledge Encyclopedia of Philosophy (1998), d'Edward Craig, en deu volums, i actualment online;
- l'Encyclopedia of Ethics (2002), de Lawrence C. Becker i Charlotte B. Becker, en tres volums; i
- la Routledge Encyclopedia of International Political Economy.